# 베야라베야섬

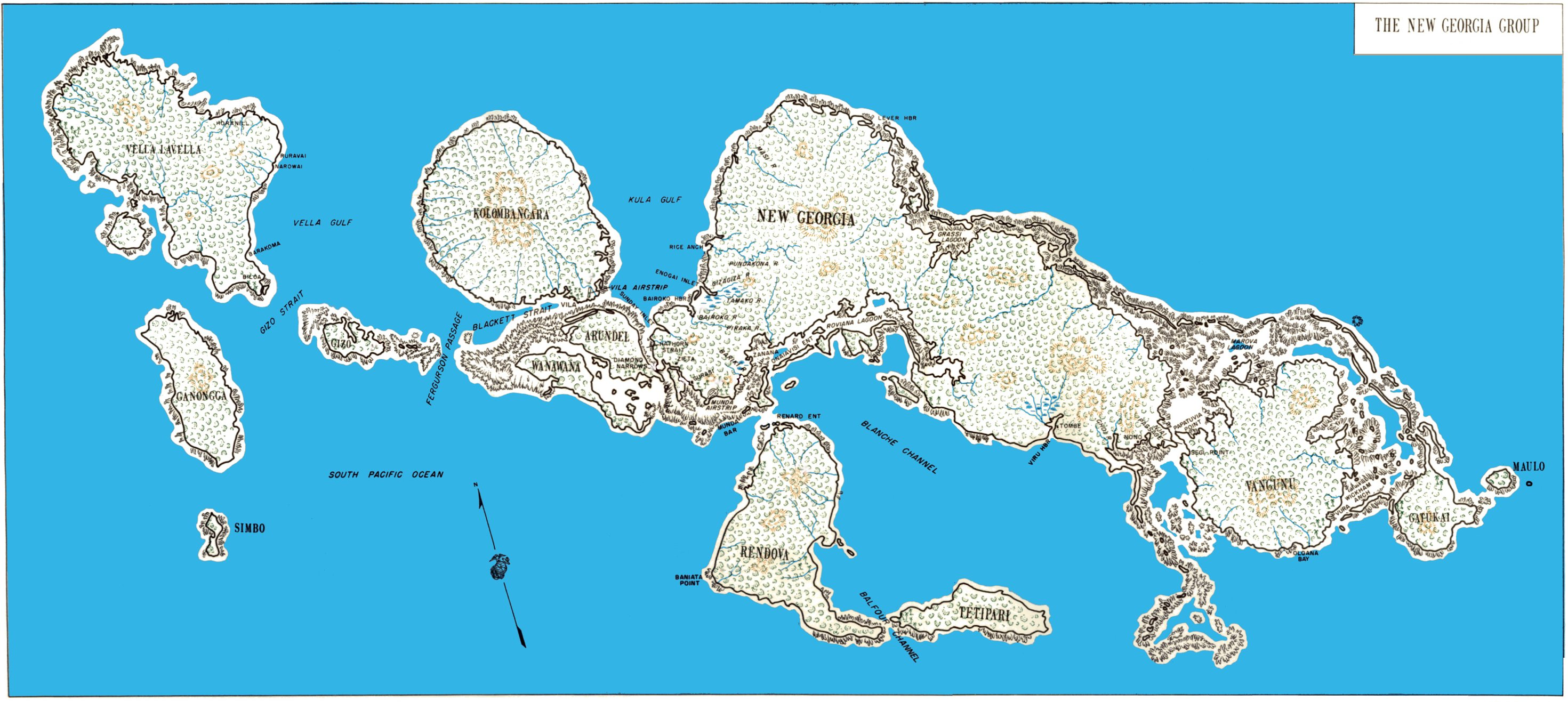
뉴조지아 제도(왼쪽 상단에 있는 섬은 베야라베야섬, 오른쪽에 있는 섬은 콜롬방가라섬, 그 사이에 있는 지역은 베야만. 오른쪽에 있는 큰 섬은 뉴조지아섬.)

베야라베야섬(Vella Lavella Island)은 솔로몬 제도 서부주에 위치한 섬으로, 뉴조지아 제도에 속하며 뉴조지아섬 서쪽에 위치한다. 서쪽으로는 트레저리 제도와 접한다.
제2차 세계 대전 때 이 곳에서 제2차 베야라베야 해전이 일어났다.